# جوليس هوروويتز
جوليس هوروويتز (بالفرنسية: Jules Horowitz)‏ هو فيزيائي فرنسي، ولد في 3 أكتوبر 1921 في جيشوف في بولندا، وتوفي في 3 أغسطس 1995.